# Denís Pankràtov
Denís Vladímirovitx Pankràtov (en rus: Дени́с Влади́мирович Панкра́тов) (Volgograd, 4 de juliol de 1974) és un exnedador rus, especialitzat en l'estil papallona durant els anys 1990, més conegut per haver guanyat dues proves de papallona als Jocs Olímpics de 1996 d'Atlanta. El seu triomf en els 100 metres papallona és especialment recordat pels trams nedats sota l'aigua abans de nedar, en la sortida i en el volteig, abans de començar a nedar. Va entrenar a Club Volgograd amb el nedador de l'any Ievgueni Sadovi.

## Trajectòria
Va néixer a Volgograd, en la llavors Unió Soviètica i, quan només tenia 16 anys, el 1990 i 1991, va guanyar el Campionat d'Europa júnior en estil papallona. En la seva primera aparició internacional en categoria sènior, va acabar en sisena posició en els 200 metres papallona dels Jocs Olímpics de 1992 de Barcelona. En el Campionat d'Europa de 1993, disputat a Sheffield, va guanyar les seves primeres medalles internacionals, amb medalla d'or en 200 metres papallona i 4 x 100 metres estils, i d'argent en 100 metres papallona. Va repetir la seva actuació al Campionat d'Europa, organitzat a Viena, aquesta vegada guanyant tres medalles d'or i batent el rècord de Pablo Morales en 100 metres papallona amb un temps de 52.32, rècord que va mantenir durant dos anys fins que Michael Klim el va batre.
En el Campionat de Món disputat a Roma, va nedar amb els millors nedadors de l'escena internacional. Va guanyar la prova dels 200 metres papallona i va quedar segon en els relleus de 4 x 100 metres estils i tercer en 100 metres papallona. Aquesta competició el va coronar com el millor nedador de papallona del món i en els Jocs Olímpics de 1996 d'Atlanta, va guanyar dues medalles d'or en 100 i 200 metres papallona i una medalla d'argent en el relleu de 4 x 100 metres estils. La seva victòria en 100 metres papallona va ser un altre rècord mundial amb 52.27 segons, batent el rècord establert l'any anterior. Va guanyar els 100 metres papallona nedant més de 25 metres per sota de l'aigua en els primers 50 metres, i altres 15 metres per sota de l'aigua en els segons 50 metres. La seva actuació, nedant tanta distància per sota de l'aigua abans de sortir a la superfície per a nedar, va provocar un canvi de regles no permetent-se nedar més de 15 metres per sota de l'aigua. Així, i fins al moment, en competició en una piscina de 25 metres, podia nedar fins a 24 metres sota l'aigua al començament, sortir a temps per realitzar un sol moviment de braç i tornar a marxar cap al següent llarg.
Anys després, va intentar sense aconseguir-ho repetir el seu èxit en els Jocs Olímpics de 2000 de Sydney i va acabar setè en 200 metres papallona. Dos anys després, el 2002, es va retirar. En total, va establir set rècords mundials, tres en piscina llarga i quatre en piscina curta. Els seus rècords en piscina llarga en 100 metres papallona van durar dos anys fins que van ser batuts el 1997, i el seu rècord mundial de 200 metres papallona d'1'55.22 va durar cinc anys abans de ser batut per Tom Malchow dels Estats Units. Els seus rècords en piscina curta incloïen dues en 100 metres papallona i uns altres en 50 metres papallona i 200 metres papallona, establerts el 1997. Va ser nomenat Nedador de l'any per la Swimming World Magazine el 1995 i 1996.